# Traunsteinera sphaerica
Traunsteinera sphaerica là một loài thực vật có hoa trong họ Lan. Loài này được (M.Bieb.) Schltr. miêu tả khoa học đầu tiên năm 1928.